# Червоне (Польща)
Червоне (пол. Czerwone) — село в Польщі, у гміні Кольно Кольненського повіту Підляського воєводства.
Населення — 978 осіб (2011).
У 1975-1998 роках село належало до Ломжинського воєводства.

## Демографія
Демографічна структура станом на 31 березня 2011 року:
|          | Загалом | Допрацездатний вік | Працездатний вік | Постпрацездатний вік |
| -------- | ------- | ------------------ | ---------------- | -------------------- |
| Чоловіки | 491     | 117                | 324              | 50                   |
| Жінки    | 487     | 113                | 270              | 104                  |
| Разом    | 978     | 230                | 594              | 154                  |